# 沈文華
沈文華（1469年—？），字崇實，湖廣安陸衛人，軍籍，明朝政治人物。

## 生平
弘治八年（1495年）乙卯科湖廣鄉試第二名舉人。弘治九年（1496年）中式丙辰科會試第七十三名，二甲第七十四名進士。历官河南府知府，正德四年（1509年）正月升陕西按察司副使、提调学校，五年三月有巩昌府生员酗酒驱伤分守官者，诏发生员充海南军，以文华约束不严，降为陕西右参议，仍提调学校，六年正月考察，以不謹閑住。

## 家族
曾祖沈繼宗；祖父沈祥；父沈仁，母劉氏。永感下。